# Elecciones presidenciales de Argelia de 1984
Las elecciones presidenciales se celebraron en Argelia el 12 de enero de 1984. El presidente incumbente Chadli Bendjedid, líder del Frente de Liberación Nacional (único partido político legal del país en ese entonces), fue reelegido sin oposición con el 99.42% de los votos, con base en un 96.28% de participación electoral.

## Resultados
| Candidato             | Partido                       | Votos     | %     |
| --------------------- | ----------------------------- | --------- | ----- |
| Chadli Bendjedid      | Frente de Liberación Nacional | 9.664.168 | 99.42 |
| En contra             | En contra                     | 56,462    | 0.58  |
| Votos anulados        | Votos anulados                | 56.322    | -     |
| Total                 | Total                         | 9.776.952 | 100   |
| Fuente: Nohlen et al. |                               |           |       |